# 3967 Shekhtelia
3967 Shekhtelia је астероид са пречником од приближно 28,83 .
Афел астероида је на удаљености од 3,430 астрономских јединица (АЈ) од Сунца, а перихел на 3,073 АЈ.
Ексцентрицитет орбите износи 0,055, инклинација (нагиб) орбите у односу на раван еклиптике 17,472 степени, а орбитални период износи 2142,089 дана (5,864 година).
Апсолутна магнитуда астероида је 11,30 а геометријски албедо 0,064.
Астероид је откривен 16. децембра 1976. године.